# 이 달의 문화 인물
이 달의 문화 인물은 대한민국 문화체육관광부가 1990년 7월부터 2005년 12월까지 한국의 역사와 문화를 재발굴하는 기회로 만들기 위해 선정했던 인물들이다. 한국학, 문학, 미술, 음악 등을 포함한 여러 문화 분야에서 매달 한 차례 선정되었으며, 선정된 인물의 업적을 발굴하고 선양하는 행사가 기획되었다.

## 명단
| 연도   | 1월    | 2월    | 3월             | 4월    | 5월            | 6월    | 7월      | 8월    | 9월           | 10월       | 11월             | 12월   |
| ------ | ------ | ------ | --------------- | ------ | -------------- | ------ | -------- | ------ | ------------- | ---------- | ---------------- | ------ |
| 1990년 |        |        |                 |        |                |        | 김정희   | 장영실 | 김소월        | 세종대왕   | 김홍도           | 신재효 |
| 1991년 | 나운규 | 정철   | 한용운          | 김정호 | 방정환         | 정약용 | 문익점   | 안익태 | 허준          | 주시경     | 윤선도           | 이해랑 |
| 1992년 | 이황   | 정선   | 박지원          | 우장춘 | 신사임당       | 유성룡 | 일연     | 홍난파 | 고유섭        | 이윤재     | 안창호           | 윤동주 |
| 1993년 | 이이   | 이인문 | 장보고          | 이천   | 윤극영         | 원효   | 지석영   | 안중근 | 박연          | 최현배     | 장지연           | 윤백남 |
| 1994년 | 우륵   | 황희   | 김유정          | 홍대용 | 강소천         | 이상백 | 안견     | 박은식 | 박승희        | 이희승     | 정도전           | 신채호 |
| 1995년 | 강세황 | 조식   | 정월터(월터 정) | 최무선 | 이원수         | 김병로 | 이육사   | 김구   | 채동선        | 김윤경     | 이수광           | 곽재우 |
| 1996년 | 김만중 | 최치원 | 이순지          | 서재필 | 김명국         | 유일한 | 도선     | 심훈   | 왕산악        | 정인승     | 전형필           | 이제마 |
| 1997년 | 송석하 | 성현   | 최윤덕          | 이중환 | 초의(의순)     | 한호   | 이세보   | 박제가 | 박진          | 장지영     | 왕인             | 송진우 |
| 1998년 | 신윤복 | 안향   | 이상화          | 석주명 | 이익           | 송흥록 | 조철호   | 윤봉춘 | 한성준        | 정태진     | 최제우           | 이순신 |
| 1999년 | 이중섭 | 혜초   | 유형원          | 최한기 | 김창숙         | 권율   | 맹사성   | 황현   | 김시습        | 최세진     | 정부인 안동 장씨 | 이승훈 |
| 2000년 | 남궁억 | 나혜석 | 김육            | 서경덕 | 진감국사(혜소) | 하규일 | 정인보   | 김좌진 | 김수영        | 유희(류희) | 김창하           | 장승업 |
| 2001년 | 김부식 | 최용신 | 강항            | 함석헌 | 지눌           | 이병기 | 이현보   | 오세창 | 허균·허난설헌 | 설총       | 의천             | 송만갑 |
| 2002년 | 정약종 | 김환기 | 이상재          | 박두성 | 박수근         | 조지훈 | 성삼문   | 박효관 | 김병연        | 신숙주     | 김승호           | 손진태 |
| 2003년 | 안확   | 양주동 | 이동백          | 양팽손 | 정지용         | 정몽주 | 김장생   | 박세당 | 유정          | 월명       | 이인성           | 유길준 |
| 2004년 | 조희룡 | 신흠   | 이항로          | 이경석 | 의상           | 백광홍 | 이첨     | 김창조 | 조헌          | 최항       | 장욱진           | 박두진 |
| 2005년 | 정정열 | 이예   | 강경애          | 신동엽 | 임윤지당       | 김종직 | 강정일당 | 이규보 | 나철          | 이승휴     | 효명세자(문조)   | 최북   |

## 같이 보기
- 이 달의 독립운동가